# Alfred Burton

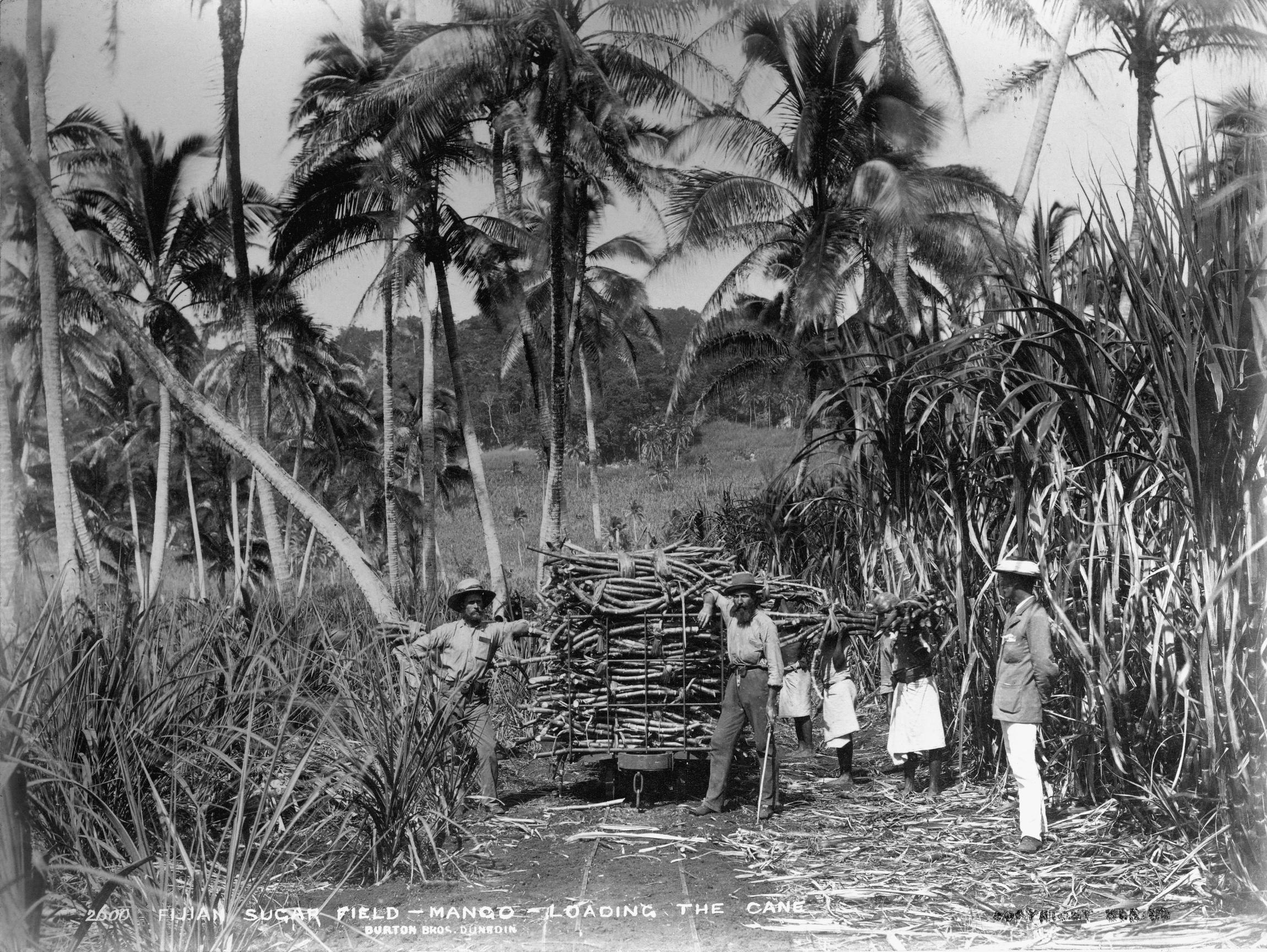
Recogida de cañas de azúcar en la isla Mago en Fiyi, 1884.

Alfred Burton (1834 - 1914) fue un fotógrafo inglés que realizó su principal actividad en Nueva Zelanda y las islas de la Polinesia aportando documentos fotográficos sobre la vida en la zona a finales del siglo XIX y comienzos del siglo XX.
Nació en Leicester en el seno de una familia de fotógrafos ya que su padre John Burton fue un conocido fotógrafo y su firma «John Burton e Hijos» estuvo patrocinada por la Reina Victoria y la Familia Real. A petición de su hermano Walter John emigró a Nueva Zelanda en 1868 donde Walter disponía de un estudio fotográfico en la ciudad de Dunedin y estaba desbordado de trabajo.  El nombre de la empresa pasó a ser «Hermanos Burton» y Alfred realizó numerosos viajes por el país para hacerse de un repertorio de fotografías de paisajes y publicarlos en los álbumes fotográficos que eran usuales en esos años. En 1877 la empresa se disolvió y Walter se trasladó a Gran Bretaña por lo que Alfred contrató como asociados a George Moodie y Thomas Muir. 
Tras sus viajes por Fiordland, los lagos del sur y Westland Sur en 1879 publicó el libro titulado The Camera in the Coral Isles con el que obtuvo un éxito notable. En 1884 viajó por las Islas del Pacífico, incluyendo Samoa, Fiyi y Tonga realizando fotografías de la población local y su forma de vida. Su viaje a King Country en 1885 le permitió realizar un reportaje sobre los maoríes antes de que se acostumbrasen a ser fotografiados. Tras la erupción del Monte Tarawera en 1886 realizó un reportaje de la zona devastada que pudo contraponer al que había realizado con anterioridad al desastre.
En 1898 se retiró de la fotografía y se dedicó al teatro de aficionados. Murió en 1914 en Dunedin.